# Gessate
Gessate é uma comuna italiana da região da Lombardia, província de Milão, com cerca de 5.508 habitantes. Estende-se por uma área de 7 km², tendo uma densidade populacional de 787 hab/km². Faz fronteira com Cambiago, Masate, Pessano con Bornago, Inzago, Gorgonzola, Bellinzago Lombardo.

## Demografia
| Variação demográfica do município entre 1861 e 2011                               |
|                                                                                   |
| Fonte: Istituto Nazionale di Statistica (ISTAT) - Elaboração gráfica da Wikipedia |